# TATblatt
Das TATblatt war eine österreichische anarchistische Zeitschrift.

## Geschichte
Das TATblatt hatte als Medium für schnelle Gegeninformation von und für politische Aktivisten nach dem Studentenstreik 1987/88 mit der Nummer -101 begonnen. Stand am Anfang hinter dem Projekt die Idee, eine Zweitageszeitung zu produzieren, pendelte der Erscheinungsrhythmus des TATblatts zwischen zwei Wochen und einem Monat.
Nach 17 Jahren, fast 320 Ausgaben und über 7'500 produzierten Seiten erschien Ende Juni 2005 die letzte Nummer des TATblatts.

## Bedeutung und Einstufung durch die Behörden
Einer breiteren Öffentlichkeit bekannt wurde das TATblatt durch die von Jörg Haider bekannt gemachten Spenden des ehemaligen Innenministers Caspar Einem an das TATblatt.
Vom BVT wurde das TATblatt, zusammen mit der Zeitung akin, jahrelang als linksextremistische Zeitschrift eingestuft. Das TATblatt war die einzige Zeitung in Österreich, die Anschlagserklärungen der militanten Linken in Österreich im Originaltext abdruckte.
Den letzten Aufschwung erlebte das TATblatt im Zuge der Proteste gegen die nach den Nationalratswahlen 1999 eingesetzte ÖVP-FPÖ-Koalitionsregierung, die sich in Aktionen und Demonstrationen, darunter auch den Donnerstagsdemonstrationen, manifestierten. Als „WiderstandsChronologie“ wurden dabei im TATblatt über Jahre hinweg sämtliche dieser Proteste dokumentiert.